# Tegal (regentschap)
Tegal is een regentschap (kabupaten) in de Indonesische provincie Midden-Java op het eiland Java in Indonesië. 

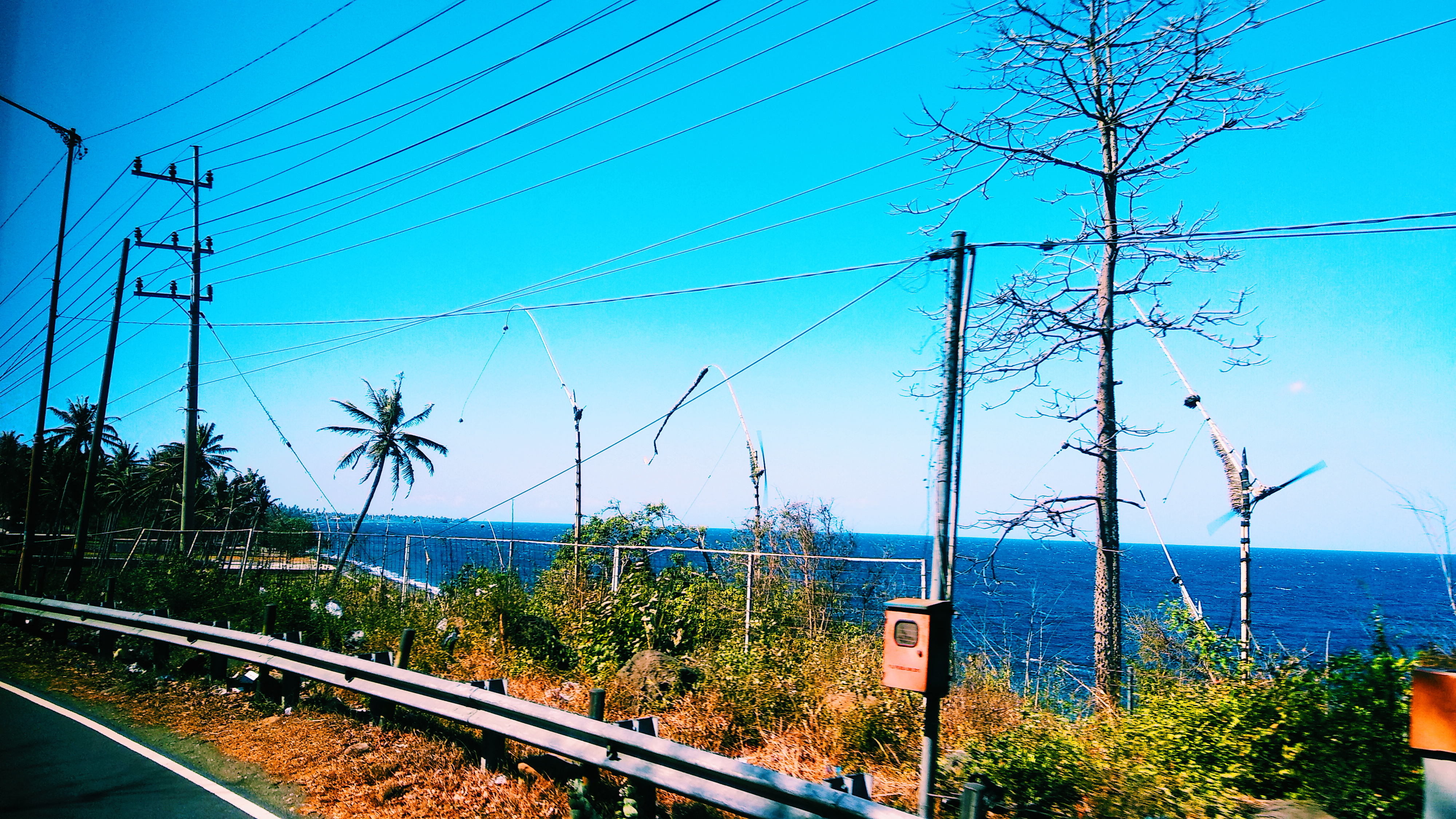

## Onderdistricten
De regentschap bestaat uit 18 onderdistricten (zogenaamde kecamatan): 
| Naam           | Opper vlakte in km2 | Inwoners Volkstelling 2010 | Inwoners Schatting 2018 |
| -------------- | ------------------- | -------------------------- | ----------------------- |
| Margasari      | 86.82               | 57.592                     | 96.062                  |
| Bumijawa       | 88.54               | 83.286                     | 84.744                  |
| Bojong         | 43.08               | 61.192                     | 62.197                  |
| Balapulang     | 74.90               | 80.847                     | 82.218                  |
| Pagerbarang    | 41.63               | 51.931                     | 52.794                  |
| Lebaksu        | 40.96               | 82.831                     | 84.103                  |
| Jatinegara     | 77.59               | 53.411                     | 54.231                  |
| Kedung Banteng | 87.60               | 39.900                     | 40.512                  |
| Pangkah        | 35.51               | 98.652                     | 101.602                 |
| Slawi (stad)   | 13.65               | 68.745                     | 72.636                  |
| Dukuhwaru      | 27.20               | 58.015                     | 60.075                  |
| Adiwerna       | 23.86               | 118.153                    | 119.966                 |
| Dukuhturi      | 17.47               | 87.840                     | 89.187                  |
| Talang         | 18.39               | 96.400                     | 103.040                 |
| Tarub          | 26.82               | 75.924                     | 78.843                  |
| Kramat         | 38.47               | 103.285                    | 112.805                 |
| Suradadi       | 55.73               | 80.534                     | 81.769                  |
| Warureja       | 62.31               | 59.488                     | 60.441                  |
| Totaal         | 876.10              | 1.394.839                  | 1.437.225               |

Stadsgemeenten: Magelang · Surakarta · Salatiga · Semarang · Pekalongan · Tegal

Regentschappen: Banjarnegara · Banyumas · Batang · Blora · Boyolali · Brebes · Cilacap · Demak · Grobogan · Japara · Karanganyar · Kebumen · Kendal · Klaten · Kudus · Magelang · Pati · Pekalongan · Pemalang · Purbalingga · Purworejo · Rembang · Semarang · Sragen · Sukoharjo · Tegal · Temanggung · Wonogiri · Wonosobo